# Bryan Cristante
Bryan Cristante, född 3 mars 1995, är en italiensk fotbollsspelare som spelar för Roma och Italiens landslag.

## Klubbkarriär
Cristante gick vidare till Liventina Gorghense, en amatörklubb i provinsen Treviso, innan han anslöt sig till AC Milan år 2009. Han gjorde sin professionella debut för klubben den 6 december 2011
Cristante utsågs till bästa spelare vid Torneo di Viareggio 2013. Den 4 mars 2013 skrev Cristante på sitt första professionella kontrakt, som skulle ha hållit honom kvar i Milan till 2018. Han anslöt till A-laget i början av säsongen 2013–14. Den 10 november 2013 gjorde han sin debut i Serie A.
Den 1 september 2014 skrev Cristante på ett femårskontrakt med de portugisiska mästarna Benfica för en övergångssumma på 4,84 miljoner euro.
Cristante gick till Atalanta på lån från Benfica i januari 2017; Atalanta köpte honom sedan permanent under sommaren 2018 för friköpsklausulen på 4 miljoner euro, med en total övergångssumma på 9,5 miljoner euro, där Benfica behöll 15% av Cristantes ekonomiska rättigheter.
Den 8 juni 2018 lånades Cristante omedelbart ut till Roma på ett ettårigt låneavtal från Atalanta för en avgift på 5 miljoner euro, med en obligatorisk köpoption för ytterligare 15 miljoner euro och ytterligare 10 miljoner euro i prestationsbaserade bonusar. Den 28 februari 2019 gjorde Roma övergången permanent.